# Юдино (Сергиево-Посадский район)
Юдино — деревня в Сергиево-Посадском районе Московской области, в составе муниципального образования Сельское поселение Шеметовское (до 29 ноября 2006 года входила в состав Марьинского сельского округа).

## Население
| 2002 | 2006 | 2010 |
| ---- | ---- | ---- |
| 5    | ↘1   | ↗2   |

## География
Юдино расположено примерно в 38 км (по шоссе) на северо-запад от Сергиева Посада, на водоразделе левых притоков Дубны — Вели и Шибахты, высота центра деревни над уровнем моря — 244 м.